# Siège de Marabastad
Première guerre des Boers
Batailles
- Bronkhorstspruit
- Rustenburg
- Marabastad
- Lydenburg
- Elandsfontein
- Laing's Nek
- Schuinshoogte
- Rooihuiskraal
- Majuba Hill

Le siège de Marabastad fut un siège mis sur le fort de sous contrôle britannique de Marabastad, situé sur une colline au nord-ouest du centre de Pretoria, en Afrique du Sud menée par les Boers de la République sud-africaine du Transvaal, qui a été mené du 11 janvier au 2 avril 1881, avec la reddition britannique. Il se déroula pendant la première guerre des Boers, au cours de laquelle les Boers assiégèrent plusieurs garnisons britanniques occupant le pays. 

## Rétrospective
Au début de 1880, les forces d'occupation britanniques du Transvaal décidèrent de construire un fort dans la ville de Pretoria, cela dû à la distance qui séparait la garnison des autres positions britanniques, qui se trouvaient à environ 266 kilomètres de Prétoria. Marabastad et le district de Zoutpansberg avaient une population d'environ 300 000 à 400 000 indigènes, et quelque 175 000 autres dans le Waterberg. Une position fortifiée apparaissait nécessaire à parer à toute éventualité face à cette population. En février 1880, deux détachements du 94ème régiment, sous les ordres du capitaine Campbell, se rendirent à Marabastad. Ils furent les premières troupes britanniques à atteindre cette partie de l'Afrique du Sud. Le fort fut construit en 3 mois.
Le 29 novembre 1880, le Capitaine Campbell reçut l'ordre de se rendre à Pretoria même. Il quitta le fort avec 60 hommes, laissant une compagnie de 60 hommes au fort. Le commandement fut donné au Capitaine E.S. Brooks in command, accompagné du Lieutenant F.G.W. Jones et du chirurgien Harding, A.M.D..

## Préparatifs pour le siège
Après la défaite défaite britannique de Bronkhorstspruit le 20 décembre, le Lieutenant Jones reçut ordre de se préparer au siège. Le Capitaine Brooks s'y attela de suite. Il accrut ses troupes de 30 volontaires britanniques. Ils furent rejoints par 50 autochtones des la Police montée du Transvaal, commandés par le Capitaine Thompson et le Lieutenant Gleniston, venus de Wood-Bush au nord après une marche de plus de 60 kilomètres.
En décembre, un fossé fut creusé autour du fort. Des réserves de nourriture et de munitions furent constituées, et du maïs réquisitionné aux populations locales.

## Siège
En janvier, les Boers arrivèrent à Marabastad. Ils installèrent deux camps, l'un à Sand Spruit et l'autre à la ferme de Botha. Le 11 janvier, le Commandant Barend Vorster, à la tête des Boers, enjoigna au Capitaine Brook d'arrêté ses saisies de maïs dans la région, débutant le siège à cette occasion. Le 19 janvier, une patrouille britannique de 15 membres de la Police montée du Transvaal sous les ordres de Thompson et 10 volontaires furent envoyés pour affronter les Boers à Sand Spruit. Ils se firent surprendre et attaqués par des effectifs supérieurs, laissant un policier mort sur le terrain, ainsi que deux blessés parmi les policiers et deux autres parmi les volontaires. Les Boers eurent également plusieurs blessés. Il se retirèrent promptement vers le fort, laissant par ailleurs deux policiers prisonniers. Après cet affrontement, Vorster intima au Capitaine Brook de se rendre, mais indiqua que le fort ne serait pas attaqué s'il n'y avait plus de sorties du fort. Les Boers maintinrent une surveillance étroite du fort, qui ne se rendit qu'à l'occasion de la fin de la guerre en avril. 

## Sources
- (en) Cet article est partiellement ou en totalité issu de l’article de Wikipédia en anglais intitulé « Siege of Marabastad » (voir la liste des auteurs).